# Jenny Lidback
Jenny Lidback, född 30 mars 1963 i Lima i Peru, är en amerikansk professionell golfspelare.
Lidback växte upp i Peru och utsågs där till 1900-talets bästa golfspelare. Hon studerade vid Louisiana State University och tog sin examen 1986. Innan hon 1989 blev medlem på den amerikanska LPGA-touren vann hon åtta tävlingar på Futures Tour. Hon fick sitt amerikanska medborgarskap 2003.
Under sin karriär på LPGA-touren har Lidback vunnit en tävling och det var i majortävlingen du Maurier Classic 1995.